# 穆清海
穆清海（Louis Morel，1880年10月30日—1971年6月6日），圣母圣心会会士，天主教绥远总教区总主教（1938年3月21日–1951年8月19日）。

## 生平
1880年10月30日，穆清海生于比利时Houthem les Comines，1899年加入圣母圣心会，1905年7月16日晋升神父，同年来到蒙古傳教。
1938年3月21日，教廷任命穆清海为绥远代牧区宗座代牧，接替上一年去世的葛崇德主教，同年10月18日接受祝圣。1946年4月11日，中国实行圣统制，穆清海改称绥远总教区总主教。
1951年8月19日，穆清海总主教退休。继任者为王学明主教。1971年6月6日去世，终年90岁。